# Euxoa praesaga
Euxoa praesaga är en fjärilsart som beskrevs av Corti 1932. Euxoa praesaga ingår i släktet Euxoa och familjen nattflyn. Inga underarter finns listade i Catalogue of Life.